# Вяславице (Гмина Барухово)
Вяславице — деревня в гмине Барухово Влоцлавского повета Куявско-Поморского воеводства в центральной части севера Польши.